# سريجكا
قرية سريجكا أو سريشكا (بالكردية: Sreşka أو Sreçka)‏ هي قرية عراقية يسكنها سكان من الطائفة اليزيدية تقع في قضاء تلكيف في محافظة نينوى شمال العراق.
تقع القرية على مسافة 13كم جنوب ألقوش و6كم شمال تللسقف في سهل نينوى، وتعد من المناطق المتنازع عليها في العراق بين الحكومة المركزية وحكومة إقليم كردستان العراق. سكان قرية سريجكا يزيديون.